# Orion the Hunter (álbum)
Orion the Hunter —en español: Orión el Cazador— es el primer y único álbum de la banda estadounidense de hard rock Orion the Hunter y fue publicado en formato de disco de vinilo en 1984 por la discográfica Portrait Records. Fue relanzado en formato de disco compacto en 1995 por Razor & Tie y en 2001 por Rock Candy Records.

## Desarrollo
Durante el lapso en el que la banda Boston detuvo toda actividad, el guitarrista Barry Goudreau —quien antes ya había grabado un álbum en solitario en 1980— formó la agrupación Orion the Hunter junto a Fran Cosmo en la voz y guitarra, Michael DeRosier en la batería y al bajista Bruce Smith, además de la colaboración de Brad Delp en la composición y los coros.
Esta producción musical fue grabada entre los años 1983 y 1984 y fue publicada en este último, siendo producida por el propio Goudreau y Lennie Petze.

## Recepción y crítica
El álbum logró entrar en los listados de popularidad en los Estados Unidos, llegando hasta la 57.ª posición del Billboard 200. Por otro lado, el sencillo «So You Ran» alcanzó el lugar 58.º del Billboard Hot 100 en 1984.
El editor de Allmusic Doug Stone calificó a este disco con una puntuación de dos estrellas de cinco posibles. Stone destaca que «naturalmente este debut no es como el perfecto Boston, pero las canciones “Fast Talk”, “Dreamin'” y “I Call It Love” son temas de rock buenas y profesionales». No obstante, Stone sentencia que «aunque Orion the Hunter guarde cierta nostalgia personal, hay muchos más álbumes que merecen más atención que éste».

## Lista de canciones
| Lado A |                   |                                            |          |  |
| N.º    | Título            | Escritor(es)                               | Duración |  |
| 1.     | «All Those Years» | Barry Goudreau / Brad Delp / F. Migliaccio | 4:50     |  |
| 2.     | «So You Ran»      | Goudreau / Migliaccio                      | 4:58     |  |
| 3.     | «Dreamin'»        | Goudreau / Migliaccio                      | 5:26     |  |
| 4.     | «Dark and Stormy» | Goudreau / Migliaccio                      | 5:15     |  |

| Lado B |                    |                                         |          |  |
| N.º    | Título             | Escritor(es)                            | Duración |  |
| 5.     | «Stand Up»         | Goudreau / Migliaccio                   | 5:18     |  |
| 6.     | «Fast Talk»        | Goudreau / Migliaccio                   | 4:15     |  |
| 7.     | «Too Much in Love» | Goudreau / Delp / Migliaccio / J.Piercy | 3:51     |  |
| 8.     | «Joanne»           | Delp / Migliaccio / Bruce Smith         | 4:27     |  |
| 9.     | «I Call It Love»   | Goudreau / Delp / Migliaccio            | 3:52     |  |
| 42:12  |                    |                                         |          |  |

## Créditos

### Orion the Hunter
- Fran Cosmo — voz principal, guitarras acústica, eléctrica y en fases (esta última en la canción «Stand Up»)
- Barry Goudreau — guitarra líder, guitarra rítmica, guitarra slide, guitarra de doce cuerdas y coros.
- Bruce Smith — bajo y coros.
- Michael DeRosier — batería y percusiones.

### Músicos adicionales
- Brad Delp — voz y coros adicionales.
- Lennie Petze — guitarras adicionales.
- Steve Baker — piano.
- Jimmy Bralower — sintetizadores y teclados.
- John Schuller — sintetizadores y teclados.
- Peter Wood — sintetizadores y teclados.

### Personal de producción
- Barry Goudreau — productor.
- Lennie Petze — productor.
- Josh Abbey — ingeniero de audio.
- Larry Alexander — ingeniero de audio.
- Gregg Lunsford — ingeniero de audio.
- Ted Greenwald — ingeniero asistente.
- Gary Lindquist — ingeniero asistente.
- Tony Bongiovi — mezcla.
- Steve Hoffman — masterización.

## Listas
| Año  | País           | Lista         | Posición máxima |
| ---- | -------------- | ------------- | --------------- |
| 1984 | Estados Unidos | Billboard 200 | 57.º            |